# 梁序昭
梁序昭（1903年10月16日—1978年2月7日），前中華民國海軍總司令，中國國民黨員。他出身福建，又畢業於煙臺海軍學校（1928年，北洋政府下令停辦，將其併入馬尾海軍學校），属于中國海軍勢力最大的閩系。

## 生平

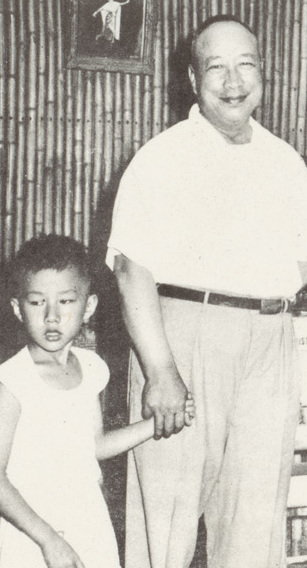
梁序昭與其幼子，攝於1957年9月

中華民國政府撤臺後，閩系海軍軍官四散，梁序昭是在臺閩系的代表。梁序昭晉升海軍總司令，有幾個原因，第一，梁有戰功，人稱「海上小諸葛」，曾指揮大陳島撤退作戰。第二，蔣中正對閩系軍官素不友善，但在國共內戰逆轉，以閩系軍官為主的重慶號亦隨之投共，中華民國政府撤臺後，蔣以提升梁序昭為手段，試圖安撫閩系殘餘軍官。第三，梁序昭對指揮登陸艦隊頗為嫻熟，1950年代中期，中華民國海軍與中国人民解放军海军展開島嶼爭奪，登陸艦隊的作用很大，用梁作總司令，符合戰略意圖。第四，梁序昭素與美國友善，蔣中正提升梁，頗類當初以孫立人擔任陸軍總司令的用意。
梁序昭擔任海軍總司令期間，美國人亦以「洛陽」「漢陽」兩艘臺灣渴望已以的軍艦作為賀禮，數艘臺灣「陽字號」軍艦在1950年代並不輕易出動的；除少數幾次岸轟任務與平時的演習護航巡邏外，從未與敵艦艇接戰過，可見臺灣方面對陽字艦的愛護。 
梁序昭在駐韓國大使任內，曾有販賣漢城（今首爾）明洞僑校千坪土地事件，導致在韓華僑子弟一時無處念書，引發騷動；甚至梁序昭頭部曾為此受傷，帶頭滋事者被引渡回臺受審之事。時任中央社駐韓特派員李在方認為此土地販賣之事，應是蔣中正指示，以解中華民國政府財政之困；李研判那次的僑胞暴動，乃土地掮客未遂者的洩憤之舉。